# Rudolf Chadraba
Rudolf Chadraba (12. května 1922, Košice – 27. února 2011, Olomouc) byl český historik, teoretik umění a vysokoškolský pedagog.

## Život
Rudolf Chadraba se narodil 12. května 1922 v Košicích v rodině českého úředníka důchodkové kontroly. Po smrti matky v roce 1923 se jeho otec oženil podruhé a přestěhoval se do Českých Budějovic. Od roku 1928 rodina žila v Praze Dejvicích. Zde Rudolf Chadraba 1941 maturoval na reálném gymnáziu a poté absolvoval dvouletý kurs kresby a malby na Státní grafické škole v Praze (prof. V. Mokrý). Vyučil se ocelorytcem v České grafické unii u Jaroslava Goldschmieda. Roku 1942 byl zatčen a vězněn gestapem. Do konce války pracoval jako zemědělský dělník a během této doby složil státní zkoušky učitelství 2. stupně z francouzštiny a němčiny na Učitelském ústavu v Praze.
V letech 1945–1946 studoval na Filozofické fakultě Univerzity Karlovy dějiny umění (prof. A. Matějček, J. Květ, J. Pečírka) a estetiku (prof. J. Mukařovský). Pracoval jako asistent J. Vydry a N. Melnikové-Papouškové. Roku 1947 Rudolf Chadraba následoval F. V. Mokrého na Univerzitu Palackého v Olomouci jako jeho asistent při Ústavu výtvarné výchovy. Odtud roku 1948 přešel na Filozofickou fakultu k Bohumilu Markalousovi-Johnovi do semináře estetiky a zároveň studoval dějiny umění u Václava Richtera. Roku 1950 zde složil doktorát z filozofie (kombinace estetika-dějiny umění) a po smrti B. Markalouse roku 1952 přebral vedení estetického semináře.
Postgraduálně studoval analýzu uměleckého díla u Ladislava Cejpa. Roku 1953 byly neučitelské obory zrušeny a Filozofická fakulta transformována do Fakulty společenských věd na nově založené Vysoké škole pedagogické. Chadraba zde působil jako asistent na katedře pomocných věd filologických a zároveň v letech 1956–1958 absolvoval externí studium v kombinaci němčina-čeština na Filozofické fakultě tehdejší Univerzity J. E. Purkyněho v Brně, kde složil roku 1960 státní zkoušky učitelství III. stupně.
Roku 1960 uspěl v konkurzu na místo vědeckého pracovníka na Ústavu teorie a dějin umění ČSAV. Podstatným důvodem pro jeho přesídlení do Prahy byla možnost dalšího rozpracování badatelského tématu Dürerovy Apokalypsy do podoby kandidátské práce, kterou roku 1964 vydal v českém i německém jazyce. Na základě toho dostal pozvání Hanse Sedlmayera přednášet na mnichovské univerzitě a měsíc měl možnost působit jako stipendista na Zentralinstitut für Kunstgeschichte. V roce 1968 také absolvoval měsíční stáž v Centre d'études supérieures de la Renaissance de l'université de Tours. Na ÚTDU ČSAV se stal vedoucím oddělení starého umění a od roku 1973 byl zástupcem ředitele. Jako vědecký pracovník a na čas vědecký tajemník ústavu zde zůstal až do svého penzionování.
V 60. letech Chadraba externě přednášel ikonografii a ikonologii na katedře dějin umění Filozofické fakulty Univerzity Karlovy a od roku 1972 též pro dálkové studium na stavební fakultě Českého vysokého učení technického. V sedmdesátých letech inicioval spolupráci mezi ÚTDU ČSAV a olomouckou univerzitou, kde založil Středisko pro výzkum umělecko-historických památek. Roku 1973 se zde habilitoval, ale MK habilitaci odmítlo potvrdit.
Pedagogické působení zakončil opět v Olomouci, kde od roku 1990 výrazně napomohl k obnovení Katedry dějin umění FF UP, roku 1990 se habilitoval a do své smrti přispíval k jejímu rozvoji jako její první profesor.
Byl členem Vlastivědné společnosti muzejní a Vědecké rady Památkového ústavu Olomouc, členem komise pro udělování vědeckých hodností na FF UP, přednášel v olomouckém Centro Aletti a rovněž působil v redakčním kruhu časopisu
Umění při ČSAV, kam i nadále autorsky přispíval. V Olomouci byl také až do konce života činný jako výtvarný kritik.

## Dílo
Jméno Rudolfa Chadraby je spojováno s počátkem budování ikonologické metody v českých dějinách umění a jeho pojetí ikonologie znamenalo nový impuls do metodologicky poněkud rigidně se profilující české odnože Vídeňské školy dějin umění. Ve svých začátcích byl zřetelně ovlivněn hermeneutikou Ladislava Cejpa a jeho stylem výkladu literárních památek, za pomocí něhož hledal ve výtvarných dílech konkrétní významové vrstvy, jež měly poukazovat na dobové historické události či osobnosti a tím vyvažovaly a doplňovaly obecně alegorický či morální význam, běžně v dílech nalézaný.
Mezi jeho stěžejní práce patří významový rozbor Dürerovy Apokalypsy nebo triumfální symboliky Staroměstské mostecké věže.
Jeho přístup v interpretaci výtvarných děl byl ve své době ojedinělý a jím vedená snaha začlenit umělecké památky do široce pojatého kulturně a politicko-historického rámce byla přínosná a inspirativní nejen pro historiky umění, ale i pro specialisty z dalších historických disciplín. Jeho význam spočívá zejména ve schopnosti interpretovat výtvarná díla zcela novým způsobem, zaběhnuté stereotypy znejistit a podkopat jejich základy odlišnými, byť někdy až prapodivně vyznívajícími teoriemi.
Od roku 1963 byl členem redakční rady časopisu Umění a později i zástupcem šéfredaktora. Pod jeho vedením vznikl v 80. letech rozsáhlý projekt Dějin českého výtvarného umění a zejména dvoudílné Kapitoly z dějin českého dějepisu umění, kam přispěl několika studiemi věnovanými Vídeňské škole, Maxu Dvořákovi, Miroslavu Tyršovi či Janu Mukařovskému.
Je autorem hesel v encyklopediích Lexikon der christlischen Ikonographie 1 (1968) a Nová encyklopedie českého výtvarného umění (1995). Přispěl do sborníků Antonín Matějček (1889–1950), Od gotiky k renesanci. Výtvarná kultura Moravy a Slezska 1400–1550 III, Olomoucko, Václav Richter 1900–1970. Publikoval v časopisech a novinách Tvar, Umění, Výtvarná kultura, Výtvarná práce, Výtvarné umění, Byzantinoslavica, Cizí jazyky ve škole, Estetická výchova, Hanácké noviny, Hollar, Host do domu, Kulturní politika, Kulturní tvorba, Literární Noviny, Rasostná země, Stráž lidu.